# إسري
إسري (بالإنجليزية: Esri) اختصارا للأحرف الأولى لكلمة «معهد أبحاث النظم البيئية» (بالإنجليزية: Environmental Systems Research Institute) هي شركة دولية تنتج وتطور بعض برامج نظم المعلومات الجغرافية (GIS) وتطبيقات إدارة قواعد البيانات الجغرافية على شبكة الإنترنت (فيما يسمي الانظمة السحابية). ويقع المقر الرئيسي للشركة في ريدلاندز، كاليفورنيا.
تأسست الشركة باسم معهد أبحاث النظم البيئية في عام 1969 كشركة استشارية لاستخدامات الأراضي. تمتلك منتجات الشركة إزري (خاصة آرك جي آي اس) حوالي 40.7% من حصة السوق العالمية لنظم المعلومات الجغرافية. في عام 2014، كان لدى شركة إزري ما يقرب من 43 بالمائة من سوق برمجيات نظم المعلومات الجغرافية في جميع أنحاء العالم.
تمتلك الشركة 10 مكاتب إقليمية في الولايات المتحدة وشبكة تضم أكثر من 80 موزعًا دوليًا، مع حوالي مليون مستخدم في 200 دولة. يعمل بالشركة 3800 موظف على مستوى العالم، وهي مملوكة للقطاع الخاص من قبل مؤسسيها.
في عام 2006، بلغت الإيرادات حوالي 660 مليون دولار. في مقال نشر في مجلة Investor's Business Daily لعام 2016، تمت الإشارة إلى الإيرادات السنوية لإيزري بمبلغ 1.1 مليار دولار، من 300000 عميل (4000 دولار لكل عميل / سنة).

## الموزعين الدولين
- شركة ايزري شمال افريقيا EsriNA- وكيل الشركة في مصر وليبيا و السودان و جنوب السودان و تشاد[9]
- شركة ايزري السعودية[10]
- وكيل شركة ايزري بالكويت شركة اوبن وير Openware[11]
- وكيل شركة ايزري بقطر شركة المناعي [12]
- وكيل شركة ايزري بالامارات شركة جي أي اس تك gistec [13]
- وكيل شركة ايزري بالاردن شركة انفوجراف InfoGrapg[14]
- شركة ايزري فرنسا[15]
- شركة ايزري اسبانيا[16]